# Frans Timmermans
Franciscus Cornelis Gerardus Maria "Frans" Timmermans (6. maj 1961 i Maastricht) er en hollandsk politiker der senest har været medlem af EU-kommissionen fra 2014 til 2023.
Han var ledende næstformand (sammen med Margrethe Vestager og Valdis Dombrovskis) og EU-kommissær for klimaindsats i Von der Leyen-kommissionen fra 2019 til sin afgang i 2023. Fra 2014 til 2019 var han første næstformand i Juncker-kommissionen og EU-kommissær for bedre regulering, inter-institutionelle forhold, retsstat, fundamentale rettigheder og bæredygtig udvikling.
Han forlod EU-Kommissionen 22. august 2023 for at føre valgkamp i Holland hvor han er kandidat til premierministerposten for alliancen mellem partierne GroenLinks og det socialdemokratiske Partij van de Arbeid (PvdA).
Timmermans var udenrigsminister i Holland fra 2012 til 2014 i den anden Rutte-regering og statssekretær for udenrigsanliggender fra 2007 til 2010 i den fjerde Balkenende-regering med ansvar for europæiske anliggender. Han var medlem af det hollandske Tweede Kamer for PvdA fra 1998 til 2007 og igen fra 2010 til 2012. Han var embedsmand i Hollands diplomatiske tjeneste fra 1987 til 1998, da han blev aktiv i politik.